# ブライアン・ベッケレス
ブライアン・ベッケレス（Brayan Beckeles、1985年11月28日 - ）は、ホンジュラス出身の同国代表プロサッカー選手。ポジションはDF。

## 経歴

### クラブ
地元クラブのCDSヴィダでプロデビュー。2011年に国内強豪クラブのCDオリンピアに移籍した。
2014年8月2日、ポルトガルのボアヴィスタFCと契約した。
2015年8月31日、移籍金約150万ドルでメキシコのクルブ・ネカクサに移籍。
2019年8月8日、古巣CDオリンピアに再加入。
2019年12月4日、メジャーリーグサッカーのナッシュビルSCに移籍。

### 代表
2010年9月に開催されたフレンドリーマッチのカナダ代表戦でホンジュラス代表デビュー。2013年1月、コパ・セントロアメリカーナのベリーズ代表戦で初ゴールを決めた。

## 代表歴

### 出場大会
- ホンジュラス代表
  - 2014 FIFAワールドカップ

### 試合数
- 国際Aマッチ 66試合 1得点（2010年-2019年）[6]

| ホンジュラス代表 | 国際Aマッチ | 国際Aマッチ |
| 年               | 出場        | 得点        |
| ---------------- | ----------- | ----------- |
| 2010             | 2           | 0           |
| 2011             | 5           | 0           |
| 2012             | 3           | 0           |
| 2013             | 11          | 1           |
| 2014             | 6           | 0           |
| 2015             | 12          | 0           |
| 2016             | 9           | 0           |
| 2017             | 9           | 0           |
| 2018             | 4           | 0           |
| 2019             | 5           | 0           |
| 通算             | 66          | 1           |

## タイトル

### クラブ
CDオリンピア
- ホンジュラス・プロサッカー・ナショナルリーグ: 2011, 2012, 2013, 2014, 2019

クルブ・ネカクサ
- リーガ・デ・アセンソ: 2015–16
- コパ・メヒコ: Clausura 2018
- スーペルコパMX: 2018